# Ross Ventrone
Ross Ventrone (* 27. September 1986 in Pittsburgh, Pennsylvania) ist ein ehemaliger US-amerikanischer Footballspieler der New England Patriots und der Pittsburgh Steelers in der National Football League auf der Position des Safetys, der vorwiegend in den Special Teams eingesetzt wurde.
Nach einer unauffälligen Karriere im College Football an der Villanova University wurde Ventrone im NFL Draft 2011 von keinem Team verpflichtet, ehe ihn die New England Patriots als Free Agent verpflichteten. Nachdem er in der Saison 2010 zu keinem Einsatz gekommen war, debütierte er 2011, erzielte in acht NFL-Spielen zwei Tackles und war Teil jenes Teams, das erst im Super Bowl XLVI gegen die New York Giants verlor (17:21). 2013 wechselte er zu den Pittsburgh Steelers, wo er insgesamt 14 Spiele absolvierte, ehe er nach dem ersten Saisonviertel 2015 wieder zu den Patriots transferiert wurde. 
Während seines ersten Patriots-Aufenthaltes erwarb sich Ventrone den Ruf eines modernen Tagelöhners, da er während seiner drei Jahre 21-mal entweder verpflichtet, entlassen oder vom Practice Squad in den 53-Mann-Kader befördert worden war. 2012 persiflierte er sich in einem Sketch. Zum Zeitpunkt seines zweiten Patriots-Aufenthaltes 2015 war er zum 30. Mal von den Patriots transferiert worden, im Detail waren dies 14 Verpflichtungen, 11 Entlassungen, und 5 Beförderungen.
Ventrone ist der jüngere Bruder des ehemaligen NFL-Spielers und Patriots-Special-Teams-Coaches Raymond Ventrone, so dass Ventrone nach seinem zweiten Transfer nach New England von seinem älteren Bruder trainiert wurde.